# 八木宣貞
八木 宣貞（または屋宜 宣貞、やぎ せんてい、1886年12月15日 - 1976年6月18日）は、沖縄県出身の初期の南米開拓移民である。明治移民合資会社が最初に送り出したペルー移民団（戦前のペルー移民団としては第4次）に参加した。記録が残っている中では、沖縄出身で最初のボリビアへの移民者でもある。アマゾンでのゴム採取や鉄道敷設工事の請け負い等も行った。後から入植してきた日系移民の世話役や各種移民団体の幹部を引き受けた。

## 来歴

### ペルー移民への参加
首里市出身。明治移民合資会社が初めて送り出すペルー移民団に加わり、1907年1月に笠戸丸で横浜港を出発した。移民監督として農園に入植し、数年間の労働で貯めた小金を元手にリマで日系移民初の雑貨店を開いた。また、自宅で生活に困窮し逃亡してきた日系移民の面倒をみた。

### ゴム景気
1911年にリマを去り、食い詰めた逃亡移民など約30人を引き連れて、ボリビアに入った。アマゾンでのゴム景気にわくインカゴム会社のゴム樹液採取人となる。1912年に入りゴム価格が暴落しゴムの採取をあきらめ、リベラルタで小売業や無線電信の下請け工事など様々な仕事についた。

### 鉄道建設
1912年、マデイラ・マモレ鉄道が開通した。ボリビア政府は、マデイラ川を挟んで終点駅のあるグアジャラ・ミリンの対岸に位置する、ボリビア側の町、グアヤラメリンからリベラルタへの鉄道を計画していた。ボリビア政府は、この路線の建設をマデイラ・マモレ鉄道会社に要請した。計画区間は約45kmと短く、鉄道会社の調査でも技術的に可能と判断し、ボリビア側の延長線建設に踏み切った。
延長工事は、1914年1月にグアヤラメリンとリベラルタの両側から始められた。この時、リベラルタ側からの工事を請け負ったのは、日系移民の八木宣貞とリベラルタの有力者であったボリビア人のメナチョであった。八木宣貞は、日系移民30人、ボリビア人30人を雇い入れ、原始林の伐採を始めた。しかし、1914年8月、下落が止まらない天然ゴム価格を受けてマデイラ・マモレ鉄道会社は延長線工事の中止を決定した。
八木の回顧によると、工事中止は無線で伝えられたため、状況を確認するために共同経営者のメナチョを、ポルト・ヴェーリョに派遣した。しかし、メナチョは鉄道会社から無断で清算金を受け取り、アメリカに逃亡していた。このため、借金の返済を約束した借用書を作成し、リマへと戻った。

### ペルーでの農園経営
再びペルーに戻り、約50haの農場を借りて、綿花の栽培や養豚などに従事した。その後、綿花の暴落を受けて別の農場でコーヒー栽培を行ったが、経済的な成功には恵まれなかった。

### ペルー中央日本人会
ペルーでの日系移民の互恵団体である「日本人同志会」の設立に尽力し、同会の副会長に就任する。1917年に創立した「ペルー中央日本人会」の立ち上げに尽力した。

### 第二次世界大戦
1930年代よりペルー国内では日系移民が経済を圧迫しているとして、ペルーの対日感情は悪かった。1940年には、日系人の経営する商店などが襲撃されるリマ排日暴動事件が発生するに至った。太平洋戦争が始まると、1942年1月24日、ペルー政府は日本国との国交断絶を通告した。4月から外交官、商社員、日系移民のアメリカに向けての強制送還が始まり、1945年までに1,771名の日系人がアメリカに向けて強制送還された。
八木とその家族もアメリカに移送され、強制収容所に収監された。八木は「ゴム林で生死の境をさまよい『天は自ら助くるものを助く』の金言で一命を拾つた覚えがある。第2次世界大戦の終末の際に又繰り返し同じ金言を実行する宿命的境遇になつた《原文ママ》」と自著に記している。

## 逸話

### カニェテ耕地
「カニェテ耕地」とは、ペルーのカニェテ郡にあったいくつかの初期の日系移民が働いていたプランテーションの総称である。「カニェテ耕地は日本人のペルー移住史を濃縮している場所」とも言われている。
八木は自著で、カニェテ耕地に入植した日系移民について「その惨状を実見して一生忘れられない、カニェテ移民の歴史は本当に悲劇であつた」と書いている。カニェテでの移民の労働は「監督の命令が厳重、仕事は強く賃金が安い」とし、栄養失調や風土病で多くの移民が死んだとしている。八木がリマで綿花を扱う商売をしていたときに、カニェテから逃亡してきた移民たちの世話をしたと自著に記している。カニェテ移住地を八木が視察したときの逸話を以下のように記述している。
八木は、またカニェテに葬られた日系移民の墓は牛や馬に掘り返されて、骸骨が野ざらしになっている状態であったと記し、「大昔の若い移民の人々の霊魂を慰めることは後世へ伝える現代の一世達の責任」とした。

### 野口英世との交流
八木の自著によれば、ペルーのリマを訪問した野口英世と何度か会い、会話を交わしている。野口がリマを旅立つ日にも、八木ら日系移民達が見送りに行った。そこでペルー移民の誰かが野口に対して「しかし博士ここ（ペルー）は排日の風が強くて困ります」と言ったところ、野口は「日本人は体が小さいとか顔の色が黄色いとか鼻が低い等問題じゃありませんよ。第一にこれですよ」と自分の頭を指さし、「皆様ももう少し勉強なさい、子供の時代に夢を持って努力しなさい」と微笑んだと自伝に記述している。

## 著書
- 『50年前後の思い出』 私家版 1963年